# Marina Real británica
La Marina Real (en inglés, Royal Navy) es la rama de guerra naval de las Fuerzas Armadas británicas. Fundada en el siglo XVI, es la rama de servicio más antigua del Reino Unido y por eso es conocida como Senior Service. Desde principios del siglo XIX hasta la Segunda Guerra Mundial fue la armada más poderosa del mundo y tuvo un papel clave en el establecimiento del Imperio británico como poder dominante mundial.
Tras la Segunda Guerra Mundial la Marina Real fue reemplazada por la Armada de los Estados Unidos como la primera potencia naval del mundo. Durante la Guerra Fría fue transformada principalmente en una fuerza antisubmarina a la caza de submarinos soviéticos y mayormente activa en la brecha GIUK. Con el colapso de la Unión Soviética su papel para el siglo XXI ha vuelto a centrarse en operaciones expedicionarias globales.
La Marina Real es una flota de alta mar (Blue-Water Navy, en inglés) y por su potencial para proyectar poder globalmente es considerada la segunda del mundo. Como destacada marina de agua azul, opera una serie de naves muy avanzadas tecnológicamente que incluyen dos portaaviones de 65 000 trb. (el HMS Queen Elizabeth (R08) y el HMS Prince of Wales (R09), ambos realizando las pruebas de mar antes de ser comisionados). Cuenta actualmente con: dos barcos de asalto anfibio, cuatro submarinos de misiles balísticos, seis submarinos nucleares de ataque, 6 destructores de misiles guiados, 8 fragatas, 9 dragaminas, 26 patrulleros, 11 buques auxiliares de la RFA y 33 lanchas de desembarco de los Royal Marines. La marina mantiene las armas nucleares del Reino Unido a través de sus submarinos de misiles balísticos. La suma total de la Royal Navy y la Flota Real Auxiliar es de unas 800 000 toneladas de registro bruto (la 4.ª del mundo por tonelaje, aunque la 2.ª por capacidad de combate gracias a sus futuros dos nuevos portaaviones de la clase Queen Elizabeth de 65 000 trb., y sus dos buques de asalto anfibio).
La Royal Navy es un componente constitutivo del Servicio Naval, que también comprende los Marines Reales, la Real Reserva Naval y la Real Reserva de Marines. A mediados de 2011, la Real Armada Británica cuenta con 30 000 para 2015, y 2900 en la reserva. Además, cuenta con 19 600 reservistas regulares.
La Real Flota Auxiliar (RFA) sirve principalmente para abastecimiento de los barcos de guerra de la marina en el mar, pero también aumenta sus capacidades de guerra anfibia con los tres buques de desembarco clase Bay.

## Historia
La Marina Real ha tenido históricamente un papel central en la defensa y en las guerras de Inglaterra, y posteriormente, de Gran Bretaña, del Reino Unido y del Imperio británico. Debido a que Gran Bretaña e Irlanda son islas, y que ningún punto del Reino Unido se encuentra a más de 120 kilómetros del mar, cualquier potencia enemiga (al menos antes de la aviación), debía atravesar el mar para atacar las islas. La consecución de la superioridad naval por cualquier potencia hostil hubiera supuesto un gran peligro para la nación. Más aún: una armada fuerte era vital en el mantenimiento de la seguridad de los suministros y las comunicaciones con los lugares distantes del imperio.

### Inglaterra (800-1700)
La primera armada inglesa fue establecida en el siglo IX por Alfredo el Grande, aunque pronto cayó en el abandono. Los reyes normandos iniciaron un equivalente en 1155 con la creación de la Alianza de los Cinco Puertos y el establecimiento del puesto de lord warden en los Cinco Puertos. Esto resultó efectivo durante los años de la dinastía Plantagenet, pero como la mayoría de las instituciones de este tipo, cayó también en desuso.

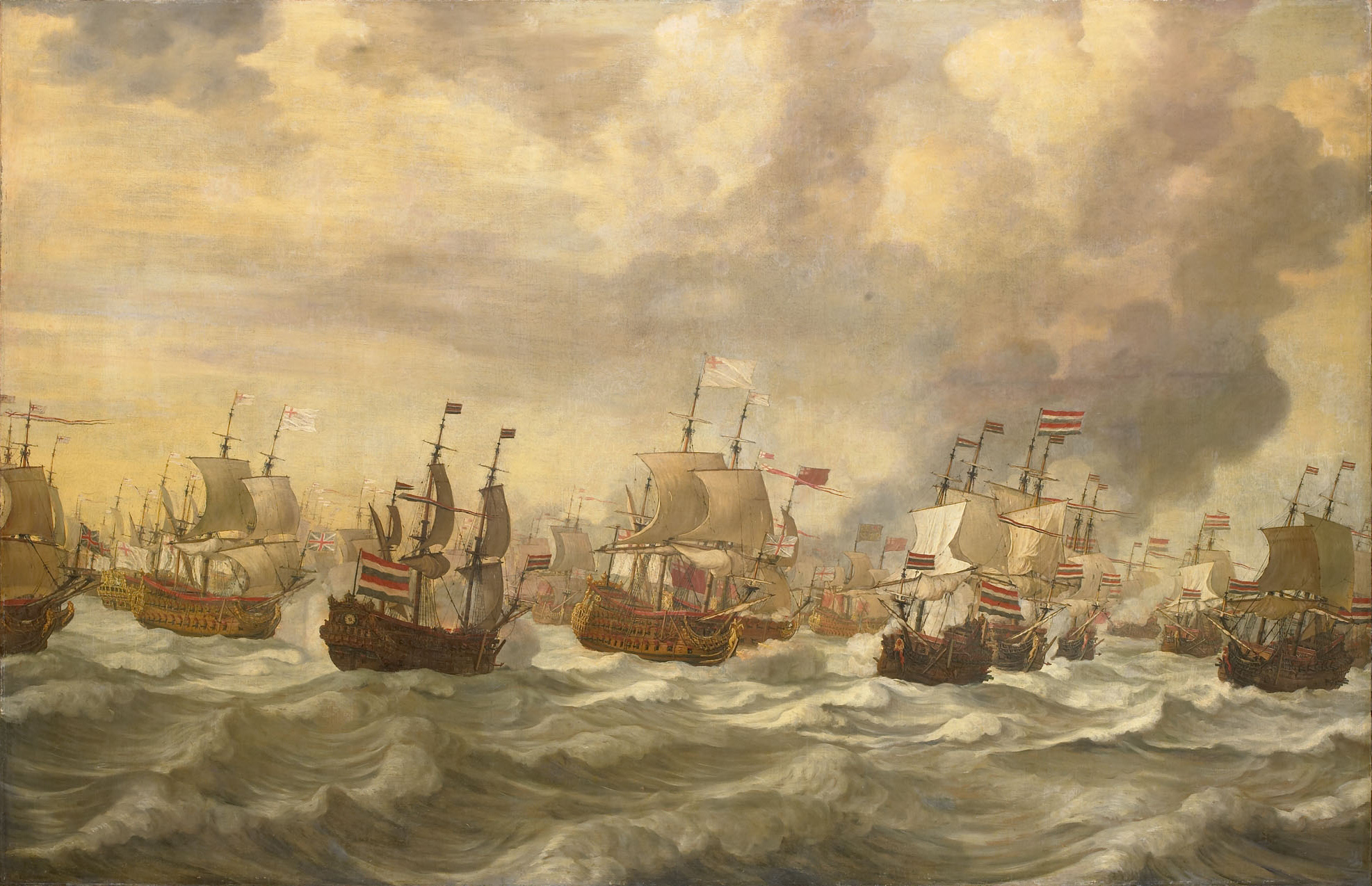
Segunda guerra anglo-neerlandesa 1665-1667

La primera reforma y la mayor expansión de la Marina Real, tal como se conoce, sucedió en el siglo XVI, durante el reinado de Enrique VIII, cuyos barcos Henry Grace à Dieu y Mary Rose, se enfrentaron a la armada francesa en la batalla de Solent, en 1545. En la época de la muerte de Enrique, en 1547, su flota contaba ya con 58 navíos, mientras que en 1558 tenía 70 navíos y 14 urcas.
En 1588, el Imperio español, por aquella época la gran superpotencia naval del mundo, amenazaba a Inglaterra con la invasión, y la Armada Española se hizo a la mar para reforzar el dominio español sobre el canal de la Mancha y transportar tropas desde los Países Bajos hasta Inglaterra. Sin embargo, esta armada fracasó en su intento, debido sobre todo al pésimo clima que hizo estragos en la misma, y en menor medida al hostigamiento de la Royal Navy y a la rebelión neerlandesa en los territorios aledaños al Canal. La pérdida de la armada fue la primera gran victoria de los ingleses en el mar. Inglaterra continuó atacando los puertos españoles y los buques que viajaban por el Atlántico durante el reinado de Isabel I de Inglaterra pero acabó siendo derrotada por España en el episodio conocido como Contraarmada.

### 1692-1914
El servicio naval permanente no existió realmente hasta mediados del siglo XVII, cuando el parlamento tomó el mando de la Flota Real tras el derrocamiento de Carlos I de Inglaterra en la guerra civil. Esta segunda reforma de la marina fue llevada a cabo por Robert Blake, durante el gobierno de Oliver Cromwell. La incorporación de la Royal Navy significó una diferencia respecto de las fuerzas de tierra, las cuales procedían de muy diversas fuentes, incluyendo las realistas y las fuerzas anti-realistas parlamentarias.
A partir de 1692, la Marina Real cobró importancia amenazando a la española (la cual se encontraba en un profundo declive) y a la francesa (la más importante de la época).

#### Independencia de los Estados Unidos
Sin embargo lo peor estaba por llegar. En 1779, con motivo de la guerra de Independencia de los Estados Unidos, Luis de Córdova y Córdova al mando de una flota hispano-francesa de 68 naves mantuvo a la Royal Navy encerrada en sus puertos sin atreverse a salir, causando el colapso del comercio británico, siendo apresado también el navío inglés Ardent, de 74 cañones, que quedó rezagado. Posteriormente, divergencias entre los aliados hicieron que la flota aliada levantara el cerco y se evitara la proyectada invasión del Reino Unido y la destrucción de la Royal Navy.
En 1780 la Marina Real derrotó a la Armada Española en la batalla del Cabo de San Vicente tras la que pudieron abastecer de suministros a Gibraltar, que se encontraba bajo asedio.
En agosto de 1781 se produjo la batalla la Bahía de Chesapeake entre la flota británica comandada por el almirante Thomas Grave y la francesa al mando del almirante De Grasse, cuando la flota británica empezó a formar la línea de combate los franceses atacaron a los mástiles y las velas de los navíos británicos, tras esto los franceses utilizaron la superior velocidad de sus barcos para alejar a los británicos de la bahía, de esta forma no pudieron enviar suministros al fuerte Yorktown el cual terminó capitulando ante el ejército franco-estadounidense dirigido por el general George Washington.
En 1782 una flota francesa de 35 navíos de línea al mando de De Grasse partió de Martinica con el objetivo de capturar la isla de Jamaica, aunque esto sería solo el principio puesto que el plan era expulsar a los británicos del Caribe, los franceses fueron interceptados por la flota británica al mando del almirante George Brydges Rodney, cerca de Dominica se produjo la batalla de los Santos la cual duró 11 horas hasta que los franceses terminaron por rendirse, de esta manera los planes de conquistar las colonias británicas del Caribe fueron abortados, estas colonias eran el principal foco de la economía británica y muchos historiadores opinan que si se hubiesen perdido, Gran Bretaña no habría sido más que una potencia de tercera clase.
También en 1782 se produjo la batalla del Cabo Espartel. La cual fue indecisa en términos militares, aunque la flota inglesa huyó, los españoles no consiguieron cerrar la ruta de suministros a la colonia de Gibraltar.

#### 1805: supremacía naval

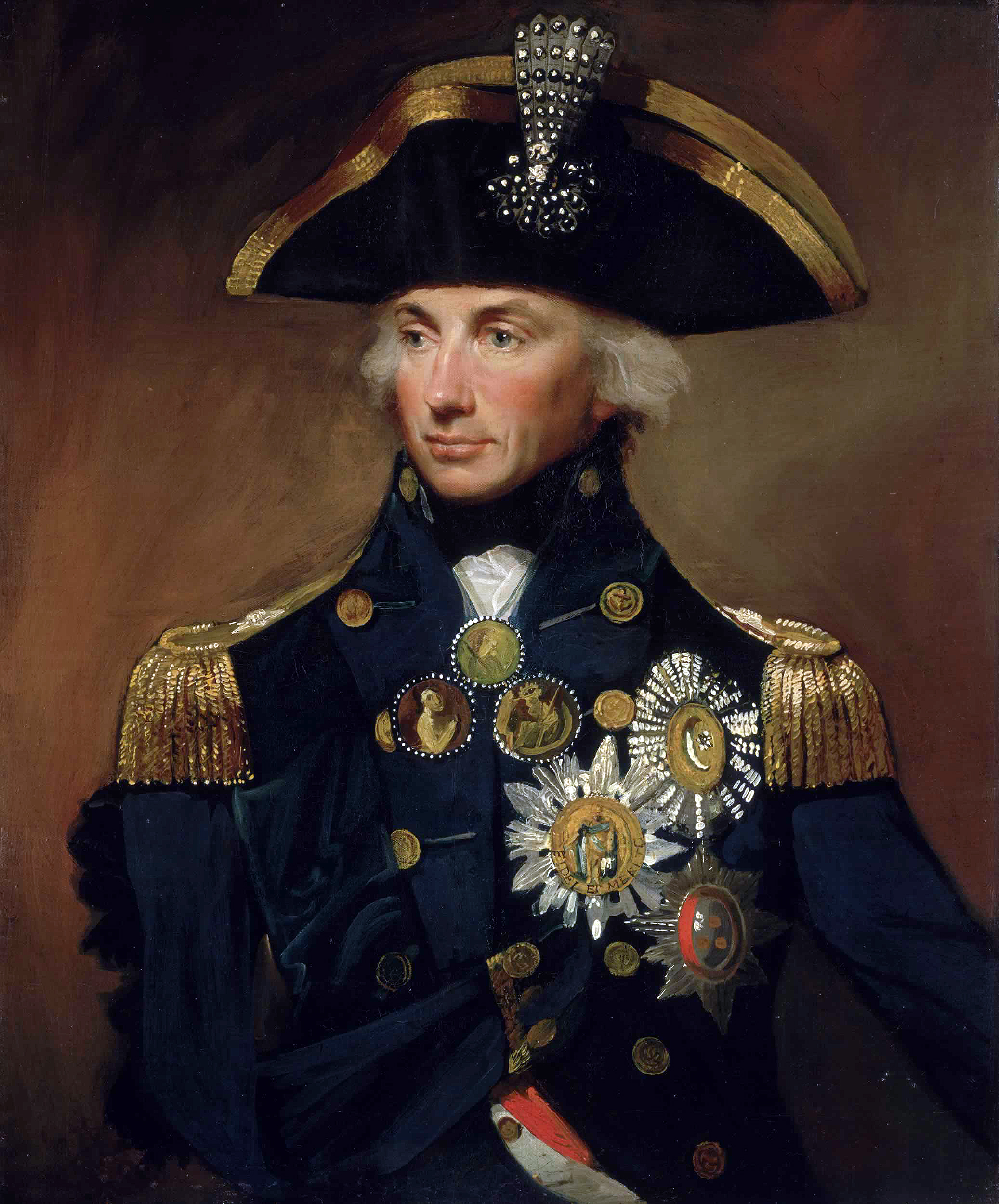
Almirante Horatio Nelson (1758-1805)

También en 1790 en el sitio de Tenerife, y en los sitios de Puerto Rico, Montevideo y Buenos Aires, la marina británica sufrió derrotas. En 1797 la Marina Real derrotó a la Armada Española en la batalla del Cabo de San Vicente, y a la neerlandesa en la batalla de Camperdown, un año después el vicealmirante Horatio Nelson venció a Francia en la batalla del Nilo, comenzando así la supremacía naval británica que sería confirmada en la batalla de Trafalgar.
Tras la guerra de los Siete Años, la Royal Navy ya estaba a la par de sus contrapartes francesa y española, e incluso muchos creen que por sus comandantes y tecnología superior, ya era la marina más poderosa. Pero sería entre 1805 y 1945, que la Royal Navy fuese considerada sin casi contestación alguna la armada más potente del mundo (se le cuestionó solo en la batalla de Jutlandia y a finales de la Primera Guerra Mundial). Desde la batalla de Trafalgar de 1805, donde batió a una armada combinada franco-española a pesar de la inferioridad numérica británica, se consiguió con esta actuación el predominio marítimo para todo el siglo XIX y la primera mitad del siglo XX. Esta última acción se enmarca dentro de las guerras napoleónicas. Finalmente, ya agotada por la Segunda Guerra Mundial, la Royal Navy quedó en segundo puesto tras la inmensa marina de guerra estadounidense.

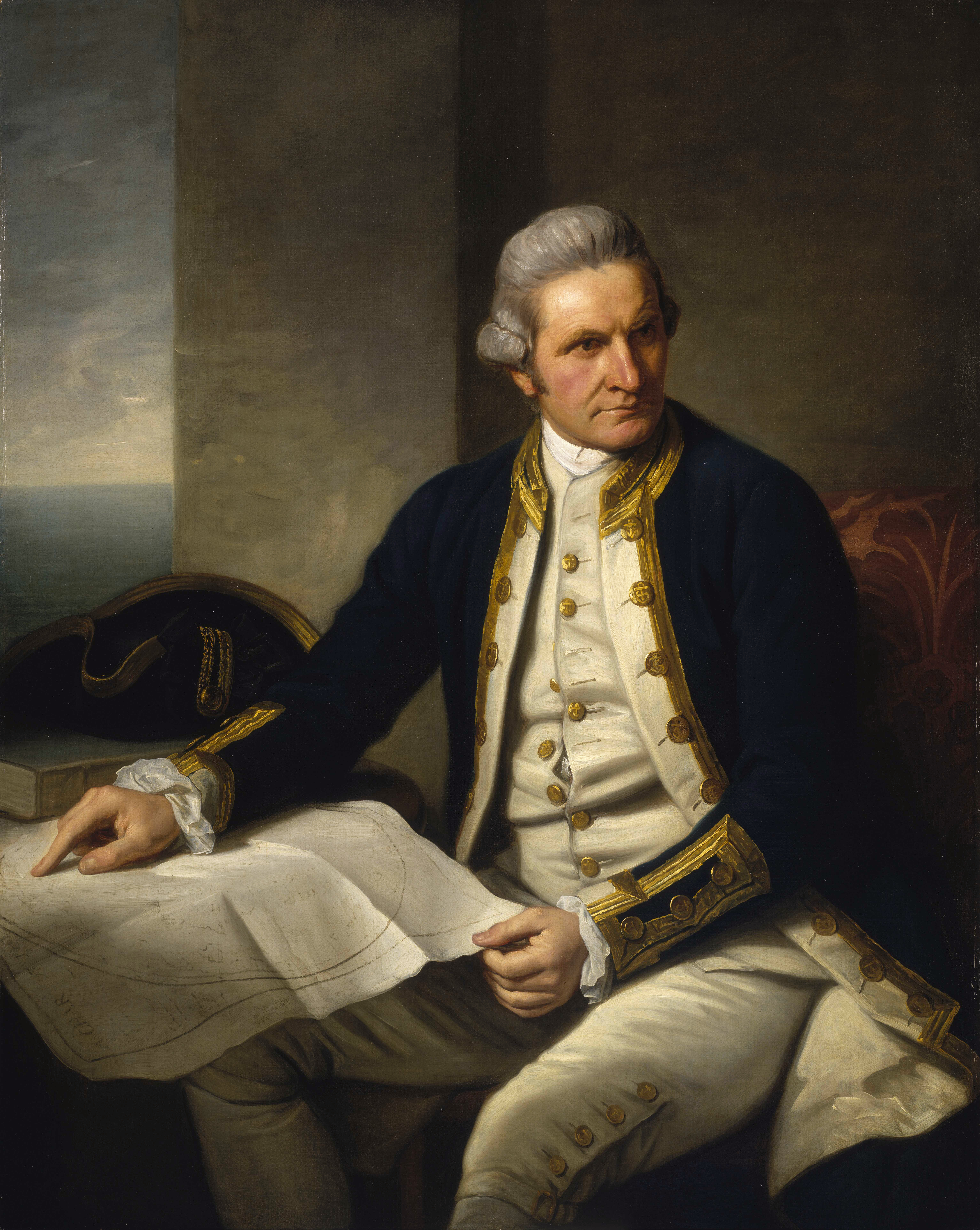
James Cook (1728-1779)

En el siglo XIX, la Royal Navy fue crucial para permitir el mantenimiento del Imperio británico, además de impedir el tráfico de esclavos y la piratería.
La vida a bordo de los buques de la Royal Navy se consideraría extremadamente dura conforme a los estándares actuales. La disciplina era severa y se usaba con frecuencia los latigazos para reforzar la obediencia. Las leyes permitían a la marina a apresar marineros para el servicio militar en tiempos de guerra, medida muy impopular, aunque esta práctica fue abandonada tras las guerras napoleónicas al no haber necesidad de mantener una armada tan grande.

### 1914-1945
Durante las dos guerras mundiales, la Armada desempeñó un papel vital en la protección de los suministros al Reino Unido de comida, armas y materiales, y en la lucha contra las campañas alemanas de guerra submarina en el Atlántico. También fue vital guardando las líneas de tráfico marítimo que permitían a Inglaterra luchar en lugares lejanos como el Norte de África, el Mediterráneo y el Extremo Oriente. La supremacía naval era vital para las operaciones anfibias como las invasiones del norte de África, Sicilia, Italia y Normandía.
En 1914 la Royal Navy sumaba 2 700 000 trb con 75 acorazados y cruceros de batalla, el doble de tonelaje y de grandes buques que su inmediata seguidora, la Marina Imperial alemana con 1 320 000 trb y 45 grandes buques. Aún se mantenía el viejo principio por el cual la flota británica debía ser mayor a la suma de sus dos inmediatas seguidoras, en este año Alemania y Francia (entre las dos sumaban poco más de 2 200 000 trb.). La superioridad aún se mantenía en 1939 (2 100 000 trb., seis portaaviones, 17 acorazados, y 27 cruceros pesados) con un 30 % más de tonelaje y de grandes buques que los EE. UU., para entonces ya la 2.ª flota.

### La Guerra Fría
Tras la Segunda Guerra Mundial, el emergente poderío de los Estados Unidos y la decadencia del Imperio británico redujo el papel de la Royal Navy. Sin embargo, la amenaza de la Unión Soviética y los intereses británicos alrededor del mundo supusieron un nuevo e importante desafío para la marina. En los años 1960, la marina recibió su primera arma nuclear, y posteriormente se convirtió en la única portadora de la fuerza nuclear británica. En las últimas etapas de la Guerra Fría, la Royal Navy fue reforzada con tres portaaviones de guerra antisubmarina y una fuerza de pequeñas fragatas y destructores, con el propósito de localizar y destruir en caso necesario a los submarinos soviéticos en el Atlántico Norte.

### Operaciones recientes
La acción más importante de los últimos tiempos fue la derrota en 1982 de las fuerzas argentinas en la guerra de las Malvinas con la pérdida de siete buques en la guerra y 31 averiados de distinta consideración, total 38 buques, es decir el 38 % de la cantidad de buques enviados. La guerra también demostró la necesidad de más portaaviones y submarinos después de ese conflicto, ya que en varios planteamientos estratégicos se pudo perder naves de importancia vital frente a la Fuerza de Tareas 80 de la Armada Argentina y la Fuerza Aérea Argentina. Luego de esa guerra el protocolo de defensa naval fue replanteado frente a la acción de los pilotos argentinos y su táctica de ataque.[cita requerida]
La Marina británica ha participado también en la guerra del Golfo, el conflicto de Kosovo, la campaña de Afganistán y la guerra de Irak en 2003, en la que los buques de la Royal Navy bombardearon las posiciones iraquíes en apoyo de las tropas británicas de tierra.
La última acción bélica en la que se ha visto involucrada fue en la guerra civil siria, en este caso en el papel de proporcionar defensa aérea a las fuerzas navales aliadas, mediante el destructor HMS Duncan (D37). Ocurrió el 14 de abril de 2018 en los bombardeos de Damasco y Homs.
En el año 2000 le fue concedido a la institución el Premio Ig Nobel de la Paz.

## La Real Flota y Real Flota Auxiliar
- Portaviones: 2
  - Clase Queen Elizabeth: 2
    - HMS Queen Elizabeth[17]
    - HMS Prince of Wales[18]

- Buques de asalto anfibio: 2
  - Clase Albion (LPD): 2
    - HMS Albion (L14)
    - HMS Bulwark (L15)

- Destructores: 6
  - Tipo 45: 6
    - HMS Daring (D32)
    - HMS Dauntless (D33)
    - HMS Diamond (D34)
    - HMS Dragon (D35)
    - HMS Defender (D36)
    - HMS Duncan (D37)

- Fragatas: 8
  - Tipo 23: 8
    - HMS Lancaster (F229)
    - HMS Iron Duke (F234)
    - HMS Richmond (F239)
    - HMS Somerset (F82)
    - HMS Sutherland (F81)
    - HMS Kent (F78)
    - HMS Portland (F79)
    - HMS St Albans (F83)

- Submarinos: 10
  - Clase Vanguard (SSBN): 4
    - HMS Vanguard (S28)
    - HMS Victorious (S29)
    - HMS Vigilant (S30)
    - HMS Vengeance (S31)

  - Clase Trafalgar (SSN): 1
    - HMS Triumph (S93)

  - Clase Astute (SSN): 5
    - HMS Astute (S119)
    - HMS Ambush (S120)
    - HMS Artful (S121)
    - HMS Audacious (S122)
    - HMS Anson (S123)

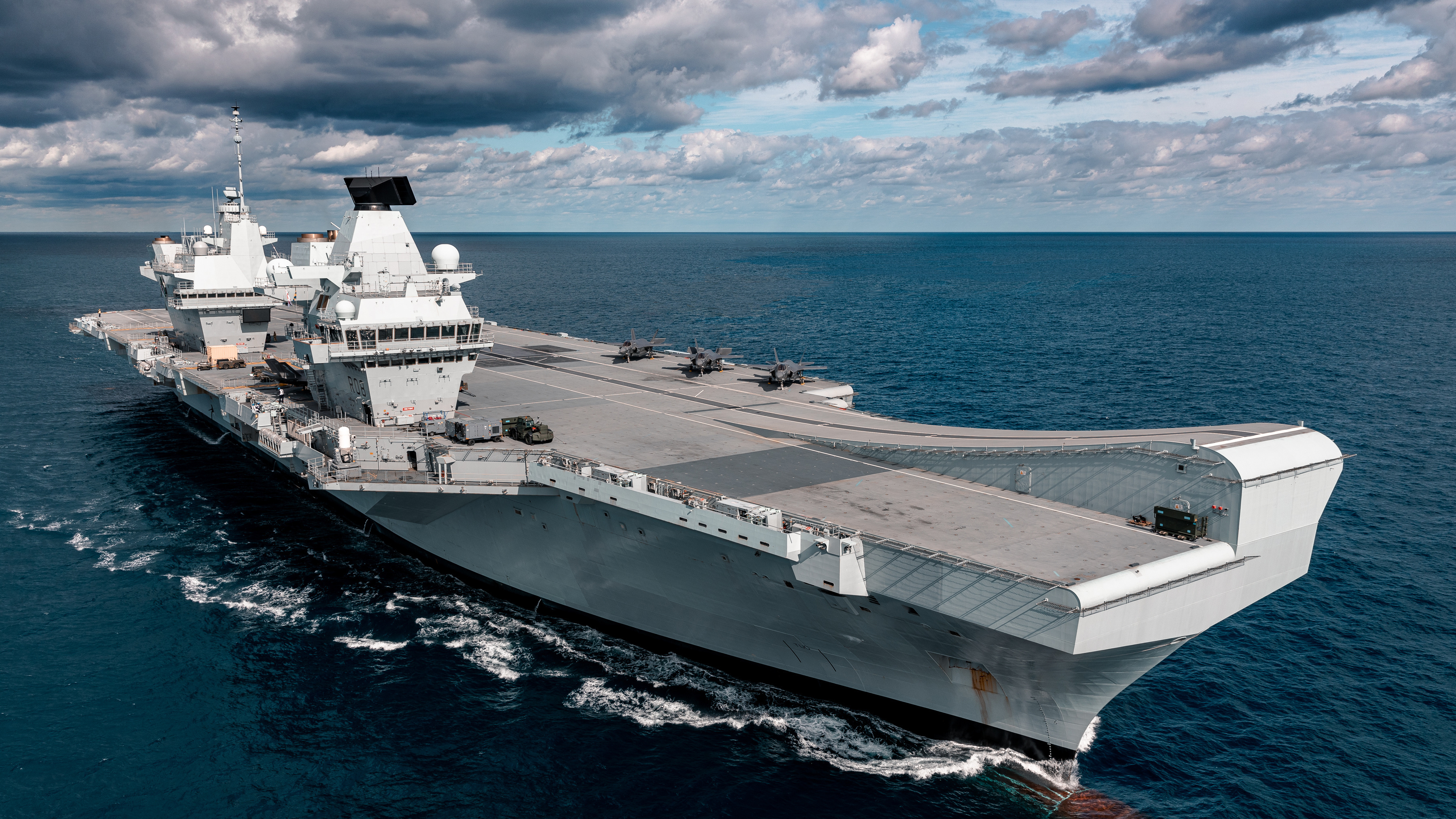
El HMS Queen Elizabeth (R08)

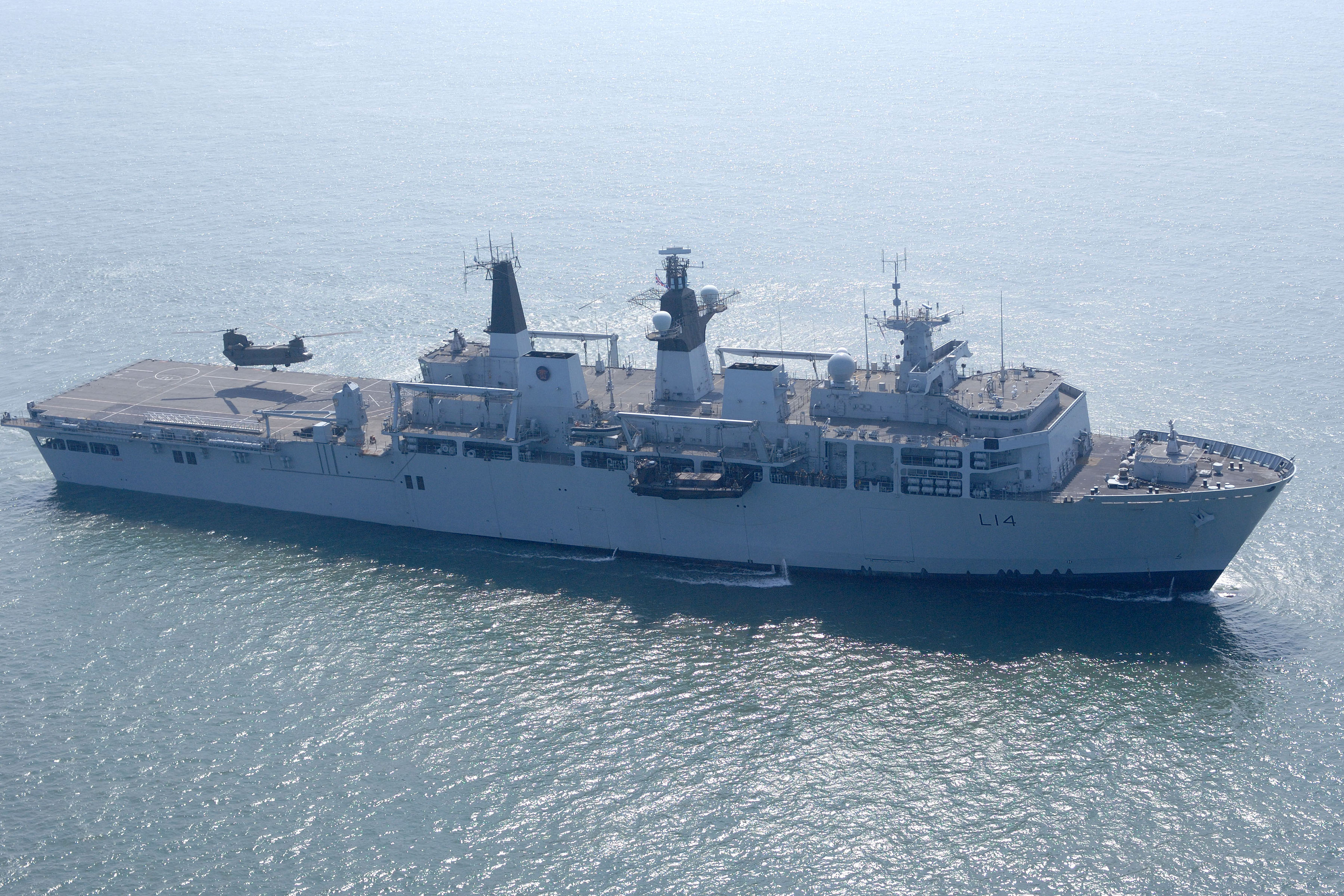
HMS Albion (L14)

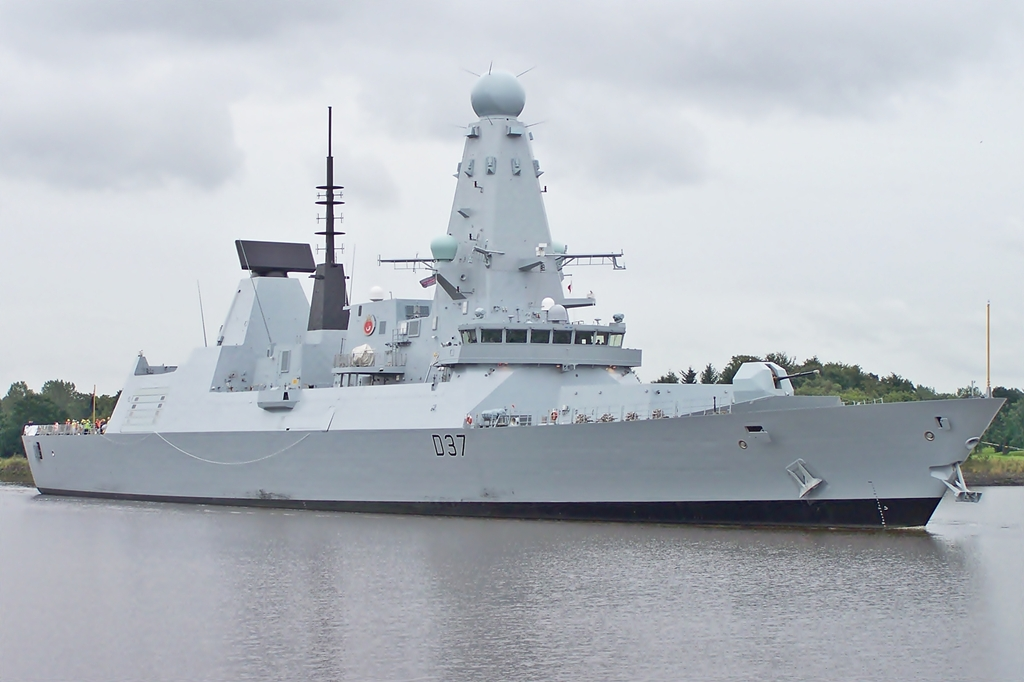
Destructor HMS Duncan (D37)

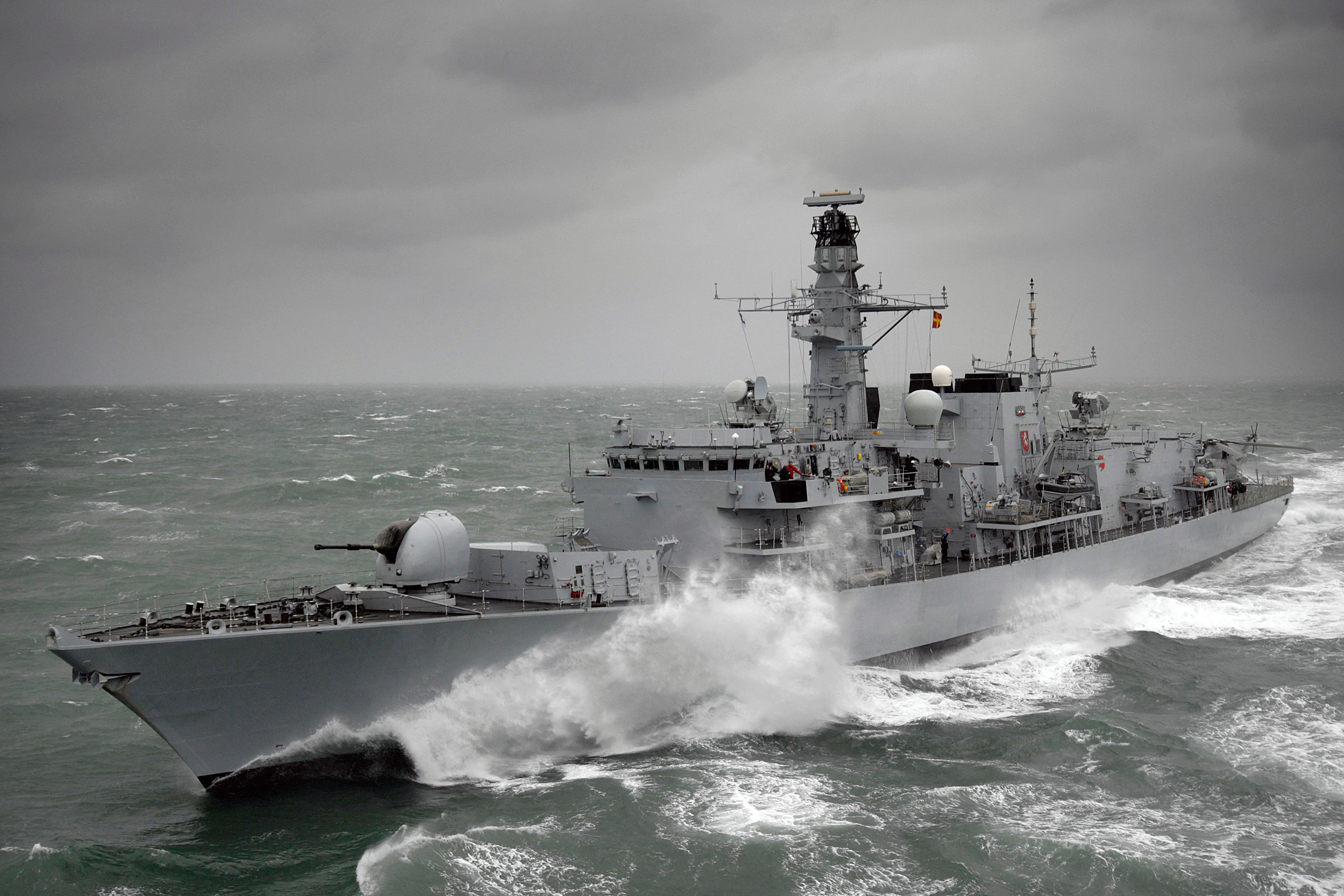
HMS Kent (F78), (fragata Tipo 23)

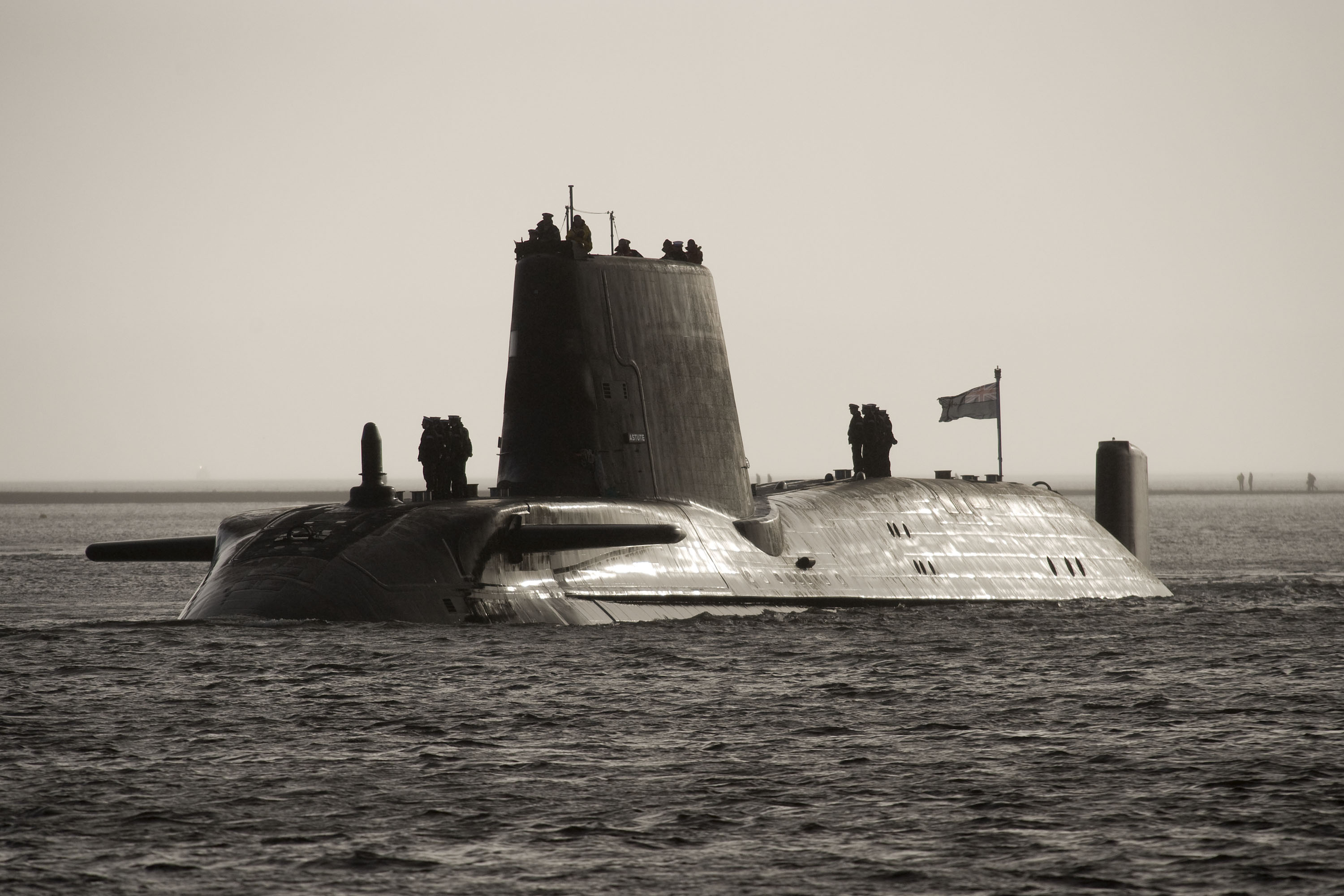
HMS Astute (S119)

- Buques hidrográficos y oceanográficos: 4
  - Clase Magpie: 1
    - HMS Magpie (H130)

  - Buque de reconocimiento oceánico Clase Scott: 1
    - HMS Scott (H131)

  - Clase Protector: 1
    - HMS Protector (A173) (rompehielos)

- Patrulleras de alta mar: 8 
  - Clase River: 8
    - HMS Tyne (P281)
    - HMS Severn (P282)
    - HMS Mersey (P283)
    - HMS Forth (P222)
    - HMS Medway (P223)
    - HMS Trent (P224)
    - HMS Tamar (P233)
    - HMS Spey (P234)

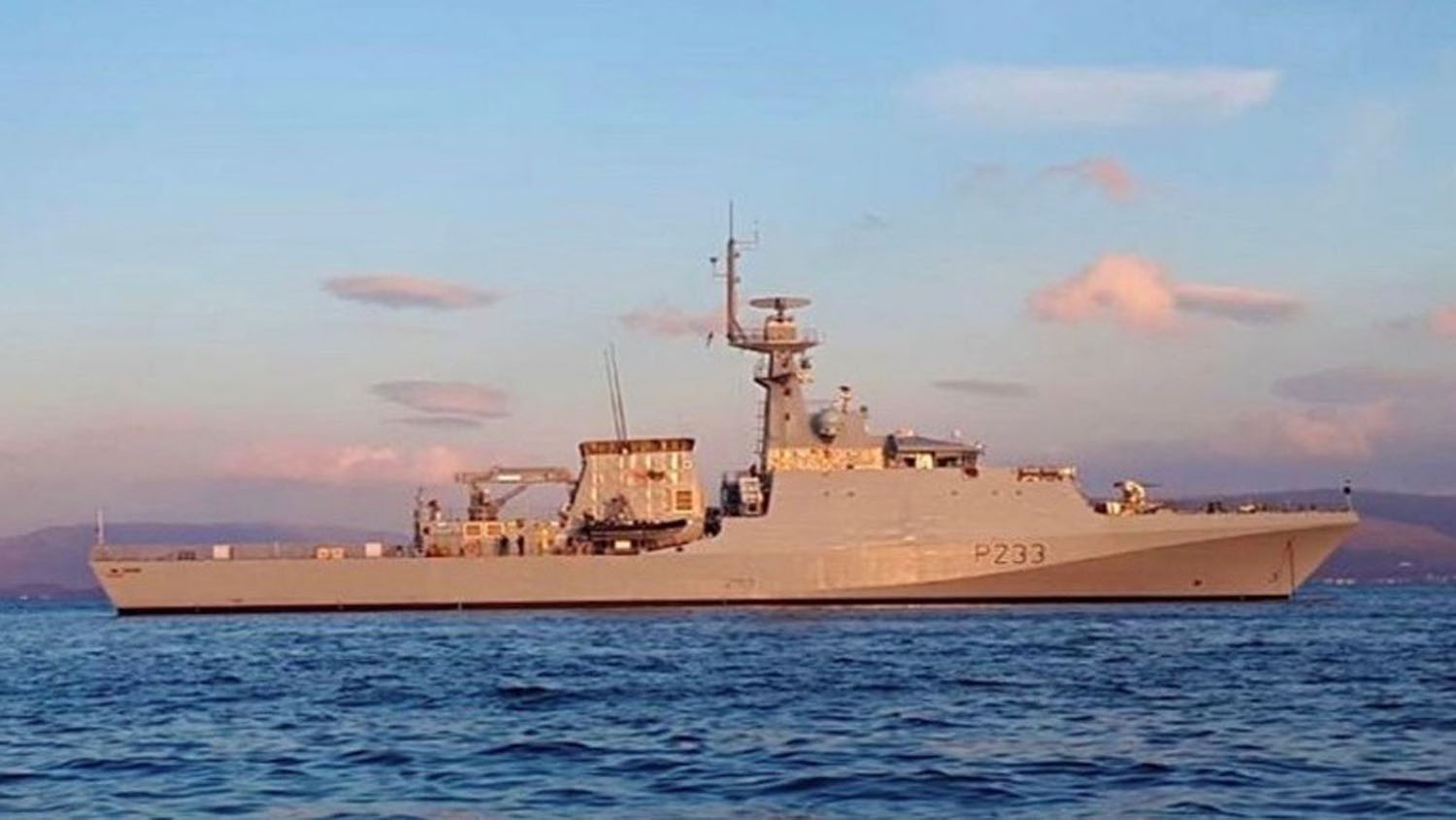
Patrullera HMS Tamar (P233)

- Patrulleras costeras y barcos de entrenamiento: 18
  - Clase Archer: 16
    - HMS Archer (P264)
    - HMS Biter (P270)
    - HMS Smiter (P272)
    - HMS Pursuer (P273)
    - HMS Blazer (P279)
    - HMS Dasher (P280)
    - HMS Puncher (P291)
    - HMS Charger (P292)
    - HMS Ranger (P293)
    - HMS Trumpeter (P294)
    - HMS Express (P163)
    - HMS Example (P165)
    - HMS Explorer (P164)
    - HMS Exploit (P167)
    - HMS Tracker (P274)
    - HMS Raider (P275)

  - Clase Cutlass: 2
    - HMS Cutlass (P295)
    - HMS Dagger (P296)

- Dragaminas: 9
  - Clase Sandown: 3
    - HMS Penzance (M106)
    - HMS Pembroke (M107)
    - HMS Bangor (M109)

  - Clase Hunt: 6
    - HMS Ledbury (M30)
    - HMS Cattistock (M31)
    - HMS Brocklesby (M33)
    - HMS Middleton (M34)
    - HMS Chiddingfold (M37)
    - HMS Hurworth (M39)

- Otros: 1

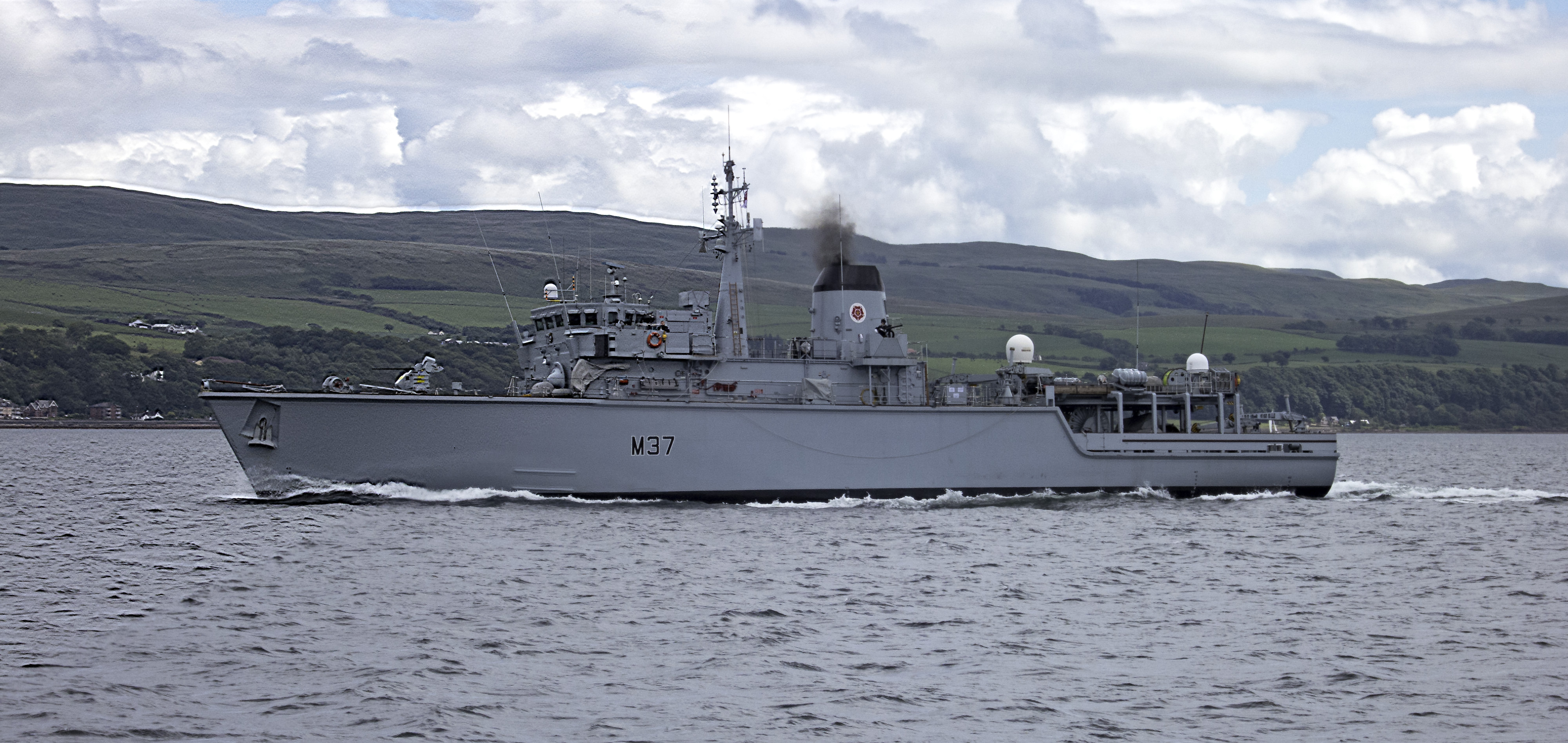
HMS Chiddingfold (M37), (clase Hunt)

  - Buques experimentales y de pruebas: 1
    - XV Patrick Blackett (X01)

Real Flota Auxiliar (R.F.A): 13
- RFA Wave Knight (A389): Buque de apoyo (combustible).
- RFA Wave Ruler (A390): Buque de apoyo (combustible).
- RFA Tidespring (A136): Buque de apoyo (combustible).
- RFA Tiderace (A137): Buque de apoyo (combustible).
- RFA Tidesurge (A138): Buque de apoyo (combustible).
- RFA Tideforce (A139): Buque de apoyo (combustible).
- RFA Fort Victoria (A387): Buque de apoyo (almacén y combustible).
- RFA Argus (A135): Buque entrenamiento helicópteros y hospital.
- RFA Lyme Bay (L3007): Puerto y plataforma de aterrizaje logística (variante de Buque de asalto anfibio).
- RFA Mounts Bay (L3008): Puerto y plataforma de aterrizaje logística (variante de Buque de asalto anfibio).
- RFA Cardigan Bay (L3009): Puerto y plataforma de aterrizaje logística (variante de Buque de asalto anfibio).
- RFA Stirling Castle (M01): Buque de medidas contra minas
- RFA Proteus (K60): Buque de vigilancia oceánica.

## Aviación Naval
La Marina Real británica tiene una flota aérea, el Arma Aérea de la Flota, que opera unas 160 aeronaves, entre aviones y helicópteros.

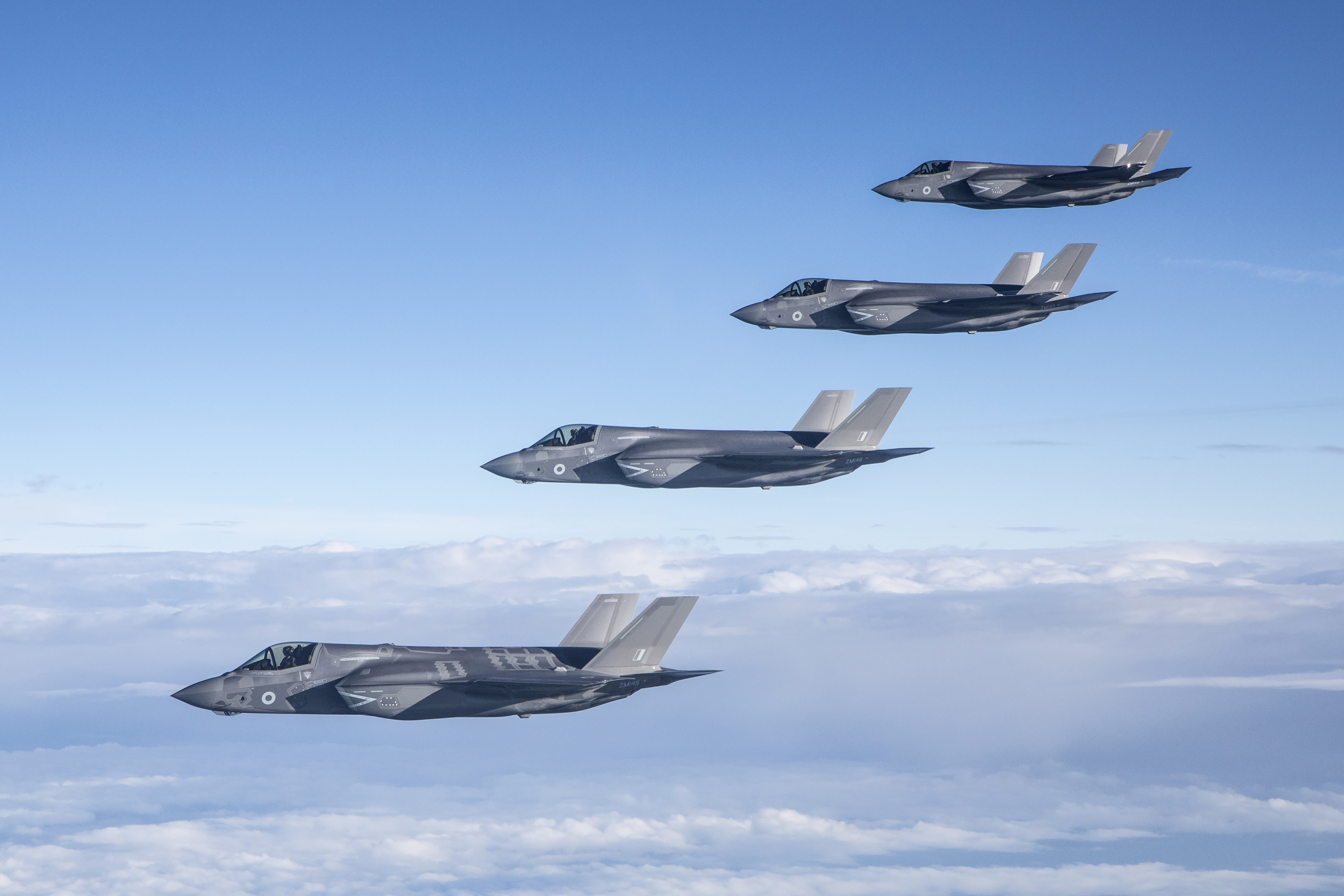
F-35B Lightning II volando en formación

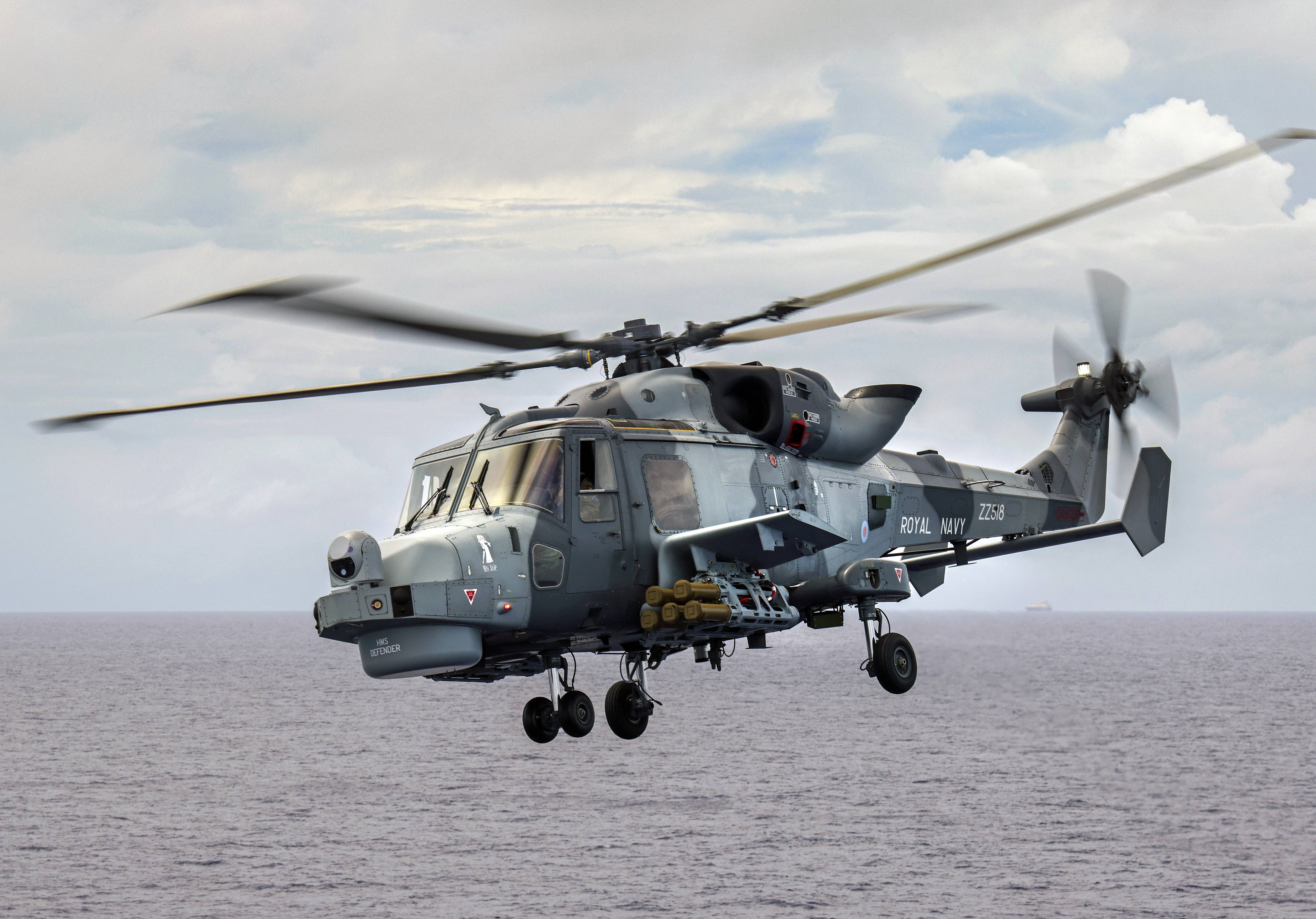
AgustaWestland AW159 Wildcat de la Marina Real británica

- Lockheed Martin F-35B Lightning II (caza polivalente).[19]
- AgustaWestland AW159 (helicóptero de ataque contra superficie).[20]
- AgustaWestland AW101 Merlin HM2 (helicóptero para guerra antisubmarina, alerta temprana y control aerotransportado).
- AgustaWestland AW101 Merlin Mk4/4A (helicóptero de transporte).
- Beechcraft Avenger (avión de entrenamiento).

## La futura Marina Real
- Fragatas Tipo 26,[21]
- Fragatas Tipo 31[22]
- Fragatas Tipo 32
- Submarinos Clase Astute
- Submarinos de misiles balísticos Clase Dreadnought[23]

## Escalafón naval

### Divisas

#### Oficiales
| Código OTAN                                                                                      | OF-10               | OF-9                         | OF-8                           | OF-7                 | OF-6                               | OF-5                                      | OF-4                                                          | OF-3                                    | OF-2                         | OF-1                       | OF-1                      | OF(D) |
| ------------------------------------------------------------------------------------------------ | ------------------- | ---------------------------- | ------------------------------ | -------------------- | ---------------------------------- | ----------------------------------------- | ------------------------------------------------------------- | --------------------------------------- | ---------------------------- | -------------------------- | ------------------------- | ----- |
| Reino Unido                                                                                      |                     |                              |                                |                      |                                    |                                           |                                                               |                                         |                              |                            |                           |       |
| Almirante de la Flota (Admiral of the Fleet) - Es un título ceremonial, actualmente esta vacante | Almirante (Admiral) | Vicealmirante (Vice Admiral) | Contraalmirante (Rear Admiral) | Comodoro (Commodore) | Capitán/capitán de navío (Captain) | Comandante/capitán de fragata (Commander) | Teniente comandante/capitán de corbeta (Lieutenant-Commander) | Teniente/Teniente de navío (Lieutenant) | Subteniente (Sub-Lieutenant) | Guardiamarina (Midshipman) | Aspirante (Officer Cadet) |       |
| 1 Ostentado por el rey del Reino Unido como parte de sus funciones constitucionales.             |                     |                              |                                |                      |                                    |                                           |                                                               |                                         |                              |                            |                           |       |

#### Alistados y Suboficiales / Otros rangos
| Código OTAN                          | OR-9                                    | OR-8                                   | OR-7                     | OR-5/6                        | OR-4                                    | OR-2 |
| ------------------------------------ | --------------------------------------- | -------------------------------------- | ------------------------ | ----------------------------- | --------------------------------------- | ---- |
| Reino Unido                          |                                         |                                        |                          |                               |                                         |      |
| Suboficial Mayor (Warrant Officer 1) | Suboficial Auxiliar (Warrant Officer 2) | Sargento Primero (Chief Petty Officer) | Sargento (Petty Officer) | Cabo Primero (Leading Seaman) | Marinero/Marinero Primero (Able Seaman) |      |